# Tahir Shah
Tahir Shah, nato Sayyid Tahir Al-Hashimi (in arabo سيد طاهر الهاشمي‎?; in persiano طاهر شاه‎; Londra, 16 novembre 1966), è uno scrittore, esploratore e documentarista britannico. Di origine afgana, indiana e di discendenza scozzese, si divide tra Marocco e Regno Unito.

## Biografia
Shah è nato a Londra ed è cresciuto principalmente nella contea del Kent dove la famiglia viveva a Langton House una villa georgiana nel villaggio di Langton Green vicino Royal Tunbridge Wells. La proprietà era appartenuta in precedenza alla famiglia di Lord Robert Baden-Powell, fondatore dei Boy Scout.

### Famiglia
Tahir Shah è nato in un'antica e rispettata famiglia di saadat di Paghman in Afghanistan. Gli antenati di Shah furono insigniti di titoli ancestrali dall'Impero anglo-indiano all'epoca del Grande Gioco, e hanno governato in qualità di Nawab la municipalità di Sardhana, nel nord dell'India.
Shah è discendente del condottiero e statista afgano Jan Fishan Khan.
Sua madre, Cynthia Kabraji era di etnia indiana parsi e suo padre era lo scrittore e insegnante sufi Idries Shah. Il nonno paterno era il diplomatico e scrittore Sirdar Ikbal Ali Shah e il nonno materno il poeta parsi Fredoon Kabraji. La sorella maggiore è la documentarista Saira Shah, e la sorella gemella è l'autrice Safia Shah. Tra i membri della famiglia di Shah ci sono molti autori di successo tra cui la zia Amina Shah, e la nonna scozzese, Elizabeth Louise MacKenzie.
Nel 1995 Tahir Shah ha sposato la grafica e designer indiana Rachana Shah (nata Devidayal), con la quale ha due figli: Ariane Shah e Timur Shah. Il matrimonio si è concluso nel 2017, tuttavia i due sono rimasti buoni amici.

## Infanzia
Shah è nato a Londra ed è cresciuto principalmente nella contea del Kent dove la famiglia viveva a Langton House una villa georgiana nel villaggio di Langton Green vicino Royal Tunbridge Wells.  La proprietà era appartenuta in precedenza alla famiglia di Lord Robert Baden-Powell, fondatore dei Boy Scout. 
Il padre, lo scrittore e pensatore Idries Shah,  era circondato da una variegata coterie di persone, molte delle quali interessate alle sue opere.  Questa cerchia includeva personalità quali il premio nobel Doris Lessing, il poeta Robert Graves, il romanziere americano J. D. Salinger e Lisa Alther, l'animatore Richard Williams, l'ingegnere elettronico pioniere del radar "Coppy" Laws, il fondatore del Club di Roma, Alexander King, l’architetto di paesaggi Russell Page, e l'attore Walter Gotell.
Tahir Shah ritiene che gran parte della sua educazione si debba proprio all’assidua frequentazione di tale variegato gruppo di persone.
Al 1972 risale la sua prima apparizione televisiva nel documentario su suo padre della BBC, Dream Walkers: One Pair of Eyes,  nel quale si vedono, le sorelle e gli amici mentre ascoltano Idries Shah che racconta la storia The Lion Who Saw Himself in the Water.
Shah racconta di come il suo insegnante di latino apparve un giorno davanti alla porta di casa "bianco come un cencio", dopo aver visto il famoso classicista Robert Graves scavare una buca di fronte a Langton House; e come Doris Lessing lo avesse incoraggiato a leggere le storie popolari e più tardi avesse acceso in lui l’entusiasmo per i viaggi.
Descritti nel suo libro La casa del Califfo, questi viaggi introdussero Shah  "direttamente nel regno de Le mille e una notte."

## Educazione
Tahir Shah ha frequentato la Rose Hill School a Tunbridge Wells, Kent – dove anche Lord Baden Powell era stato studente. Descrive la scuola come  "estremamente sadica e brutale, un vero ritorno all’ età Vittoriana." A 13 anni, è stato mandato alla Bryanston School,vicino Blandford Forum, Dorset. Shah racconta della sua incapacità di tenere il passo a causa di un grave "dislessia". Nonostante questo, è risultato al quinto posto tra le persone di maggior successo uscite da quella scuola.
A 17 anni, in Florida Shah ha imparato a volare, e ha ottenuto la licenza di pilota privato FAA negli Stati Uniti. Ha frequentato l’Università a San Diego, a Londra e a Nairobi – dove ha studiato le dittature africane alla United States International University. Si è laureato in Relazioni Internazionali nel 1987.
I genitori avevano pianificato di avviarlo al servizio diplomatico supponendo che non avesse le possibilità per essere uno scrittore. Di conseguenza, è stato "educato per il mondo della diplomazia".
Suo padre si sforzò sempre di educare i figli per mezzo delle storie.
Queste includevano le imprese di Nasrudin, il mago saggio del folclore sufi, così come i racconti di  Antar e Abla, e il tesoro epico che forma Le mille e una notte.
Durante l'infanzia,  Tahir e le sue sorelle sono sempre stati incoraggiati a risolvere i problemi da soli. Una volta che volevano del denaro per comprare del cioccolato, il padre mostrò loro come raccogliere i semi dal giardino e con un vecchio carretto portarli al villaggio per venderli. 
Sin dalla tenera età, Shah svolgeva dei compiti che il padre gli assegnava, come "fare ricerche, oltre a redigere e scrivere testi". La sua prima pubblicazione, The Middle East Bedside Book è il frutto di una collaborazione tra i due.

## Vita personale
Orgoglioso del suo essere anticonvenzionale, Shah polemizza contro la società che "sforna persone fatte con lo stampino e che vivono vite fatte con lo stampino” e ritiene che “il modo più facile per avere una vita interessante è fare il contrario di quello che fanno tutti gli altri”.
Tale metodologia è stata la base per sradicare sua moglie Rachana e i suoi due figli piccoli da un minuscolo appartamento di Londra nell’East End e trasferire tutta la famiglia in una villa chiamata "Dar Khalifa", a detta dei locali infestata dai Jinn, " situata nel bel mezzo di una baraccopoli di Casablanca." L’avventura è narrata nel libro La casa del Califfo (2006) e nel successivo In Arabian Nigths (2008). 
Shah ha scritto molto di Casablanca e del Marocco, e ne è considerato un esperto così come è un esperto dell’India e di numerosi altri luoghi.
La sua vita a Dar Khalifa ha avuto ampia copertura sui media internazionali.

## il viaggio come esperienza di formazione
Dopo aver visitato il Marocco da bambino e dopo aver studiato all'università in Kenya, Shah si è appassionato ai viaggi ritenendoli un modo per educare se stessi.  Shah ha iniziato presto a viaggiare da solo. È stato in Africa, in Asia e in America Latina e a tal proposito dichiara: "c'erano molte lacune da colmare nella mia conoscenza e tante esperienze mi erano necessarie per maturare”.
Molti dei suoi amici più stretti lo hanno invogliato a viaggiare (tra loro Doris Lessing, Sir Wilfred Thesiger, e John Blashford-Snell), e molti sono quelli che hanno viaggiato con lui – compresi gli scrittori Marcel Theroux, Tarquin Hall, Robert Twigger, Jason Webster, Nick Danziger, Steven Nightingale, e Jason Elliot.
Nel suo entusiasmo per i viaggi di formazione, Shah ha messo in discussione i metodi di insegnamento convenzionali,sostenendo invece i progetti che "educano per mezzo dell'esperienza”.
Shah racconta che durante i suoi viaggi porta sempre con sé “un barattolo di Ajinomoto, glutammato monosodico in polvere, perché rende tutto davvero gustoso, dal roditore bollito alla scimmia arrosto"

## Coinvolgimento politico

### Prigionia in Pakistan
Nel luglio 2005 (una settimana dopo gli attentati a Londra del 7 luglio) Shah e due colleghi della Caravan Film di Londra furono arrestati a Peshawar in Pakistan Khyber Pakhtunkhwa e trattenuti senza motivo in isolamento in una prigione di tortura. Per la maggior parte del tempo furono tenuti praticamente nudi, ammanettati e bendati. Dopo sedici giorni di interrogatori in una "sala di tortura completamente attrezzata", Shah e i suoi colleghi furono rilasciati. Il governo pakistano ha convenuto che non avevano commesso niente di male. Tahir Shah ha rilasciato un'intervista che è stata proiettata sul Channel 4 News della televisione britannica e ha pubblicato un articolo sul "The Sunday Times" britannico sul calvario che ha sopportato. Shah ha confermato pubblicamente il suo affetto per il Pakistan, nonostante il duro trattamento che lui e la sua troupe cinematografica hanno ricevuto per mano dei servizi segreti pakistani. La custodia illegale è valsa a Shah e alla sua troupe cinematografica una menzione nel rapporto del 2005 del  Dipartimento degli Stati Uniti sui Diritti umani in Pakistan.
La notizia è tornata alla ribalta nel luglio 2008, quando un Membro del Parlamento britannico ha affermato che il governo britannico aveva "esternalizzato" la tortura dei cittadini britannici alle agenzie di sicurezza pakistane.

### "il ponte tra oriente ed occidente"
Tahir Shah è un paladino dell’ideale che chiama "il ponte tra oriente ed occidente". Dopo gli attacchi dell’11 settembre negli Stati Uniti nel 2001, ha dedicato una grande quantità di tempo e di energie per stabilire e promuovere un "ponte culturale" costituito da coloro che, come lui, sono sia orientali sia occidentali.
Un esempio di questo lavoro è la Qantara Foundation ("qantara" significa "ponte" in Arabo). Shah ha parlato e scritto molto a proposito del fatto che le persone come lui hanno la responsabilità di "mostrare l’oriente all’occidente e l’occidente all’oriente" mettendo in evidenza il patrimonio culturale comune e lavorando per un obiettivo comune. Il più grande interesse di Shah riguardo l'Oriente e l'Occidente è probabilmente rivolto alla scienza nel mondo islamico medievale e il ruolo che ha avuto nel creare una base per il Rinascimento. Ha tenuto conferenze pubbliche sull'argomento e crede fermamente all'importanza di attirare l'attenzione sui poeti-scienziati dell'Età d'oro dell'Islam .

## The Scheherazade Foundation
Nel 2020 Tahir Shah e sua figlia Ariane hanno costituito The Scheherazade Foundation , una società privata di interesse comunitario (CIC) senza scopo di lucro, per sostenere l'educazione culturale e la costruzione di ponti interculturali, rimuovendo i soffitti di vetro, lavorando oltre le frontiere.   La Fondazione ha sede a Londra, in Inghilterra.
Il CIC prende il nome da Scheherazade, la narratrice e protagonista femminile nella trama della raccolta di racconti mediorientali,  Le mille e una notte.
I tre obiettivi principali della Fondazione sono:
- Cercare di responsabilizzare le donne – e in particolare le giovani donne – che si faranno strada nel mondo, diventando leader e modelli per le generazioni future. 
- Collegare le culture puntando verso valori e know-how condivisi, nella convinzione  che le sfide che l'umanità deve affrontare possono essere superate solo ricordando le nostre somiglianze piuttosto che soffermandoci su ciò che ci distingue gli uni dagli altri. 
- Sfruttare il potere di insegnamento delle storie che è stato un fondamento dell'esperienza umana sin dagli albori della civiltà.
La Fondazione Scheherazade sta lavorando per sfruttare l'antica conoscenza racchiusa nel folklore e nelle storie. Se usate nel modo giusto, le storie possono aiutare a risolvere le ansie sociali, mantenere la società in equilibrio e insegnare a tutti noi nei modi più straordinari. 

## Libri
- Tra i Denti del Diavolo, Piemme, 2000 ed. orig. Beyond the Devil's Teeth, Octagon Press, 1995
- Viaggio nell'India magica, Piemme, 2002 ed. orig. Sorcerer's Apprentice, Weidenfeld & Nicolson, 1998
- La casa del Califfo, Ponte alle grazie, 2007 ed. orig. The Caliph's House, Doubleday, 2006
- Cultural Research, (editor) for the London-based Institute for Cultural Research
- The Middle East Bedside Book, Octagon Press, 1991
- Journey Through Namibia, Camerapix, 1994
- Spectrum Guide to Jordan, Spectrum Guides, 1994
- Trail of Feathers, Weidenfeld & Nicolson, 2001
- In Search of King Solomon's Mines, John Murray, 2002
- House of the Tiger King, John Murray, 2004
- In Arabian Nights, Bantam, 2008
- Travels With Myself, Mosaique, 2011
- Timbuctoo, Secretum Mundi, 2012
- Scorpion Soup, Secretum Mundi, 2013
- Three Essays, Secretum Mundi, 2013
- Eye Spy, Secretum Mundi, 2013
- Casablanca Blues, Secretum Mundi, 2013
- Paris Syndrome, Secretum Mundi, 2014
- Hannibal Fogg and the Supreme Secret of Man, Secretum Mundi, 2018
- Jinn Hunter: Book One — The Prism , Secretum Mundi, 2019
- Travels With Nasrudin, Secretum Mundi, 2019
- Godman, Secretum Mundi, 2020,
- Jinn Hunter: Book Two — The Jinnslayer, Secretum Mundi, 2020
- The Reason to Write, Secretum Mundi, 2020
- Midas, Secretum Mundi, 2021
- Jinn Hunter: Book Three — The Perplexity, Secretum Mundi, 2021
- The Misadventures of the Mystifying Nasrudin, Secretum Mundi, 2021
- The Peregrinations of the Perplexing Nasrudin, Secretum Mundi, 2021
- The Voyages and Vicissitudes of Nasrudin, Secretum Mundi, 2021
- Congress With a Crocodile (editor), Secretum Mundi, 2021
- A Son of a Son, Volume I (editor), Secretum Mundi, 2021
- A Son of a Son, Volume II (editor), Secretum Mundi, 2021
- Nasrudin in the Land of Fools, Secretum Mundi, 2022

## Membership
Tahir Shah è un membro di:
- Athenaeum Club, London
- Royal Geographical Society
- Royal Anthropological Institute
- Royal Society for Asian Affairs
- Royal Asiatic Society